# كأس الاستقلال 2016
كأس الاستقلال 2016 (بالبنغالية: ২০১৬ স্বাধীনতা কাপ)‏ هو موسم من Independence Cup ‏. كان عدد الأندية المشاركة فيه 12، وفاز فيه Chittagong Abahani Limited ‏.